# Adrián García Conde
Adrián García Conde (4 de mayo de 1886 – 13 de mayo de 1943) era un mexicano-británico maestro de ajedrez.
Nacido en Valladolid, Yucatán, México, desde los 4 años vivió en Liverpool y luego en Londres.
Empató para sexto-séptimo lugar en el torneo de ajedrez de Hamburgo de 1910 (el decimoséptimo DSB Congreso, Hauptturnier A) y coloca sexto en San Sebastián de 1911 (torneo B).
Después de que Primera Guerra Mundial, él colocó décimo en el Congreso Ajedrecístico Internacional de 1919 en Hastings (Congreso de Verano), empató en cuarto-quinto en Hastings 1922, colocó en segunda detrás de Max Romih en Scarborough 1925 (Premier A), empató por el tercer-cuarto lugar en Londres 1929 (cuadrangular), empató en sexta-séptima lugar en Ramsgate 1929 (Premier A), compartió el primer lugar con George Koltanowski en Margate 1936 (Premier A), y acabó en sexto lugar en Bournemouth 1939 (Max Euwe ganó).
Conde murió en Londres durante la Segunda Guerra Mundial.